# Трапп, Кевин
Ке́вин Трапп (нем. Kevin Trapp; род. 8 июля 1990, Мерциг, Саар) — немецкий футболист, вратарь французского клуба «Париж» и сборной Германии.

## Карьера

### «Кайзерслаутерн»
В 2005 году Кевин Трапп перешёл из клуба «СВ Меттлах» в молодёжную команду клуба «Кайзерслаутерн». Там он играл вплоть до конца сезона 2007/2008; с сезона 2008/2009 он стал выступать за вторую команду «Кайзерслаутерна», игравшую в региональной лиге «Запад». Трапп занимался в школе вратарей Геральда Эрманна, оттуда выпустились такие известные вратари, как Роман Вайденфеллер, Тим Визе, Флориан Фромловиц и Тобиас Зиппель.
В 2010 году Трапп стал привлекаться к играм основного состава «Кайзерслаутерна». Он выходил в матчах Кубка Германии в сезонах 2008/2009 и 2009/2010 в отсутствие основного голкипера команды, Тобиаса Зиппеля. Дебют Кевина в первой команде клуба состоялся 9 августа 2008 года в матче первого раунда Кубка Германии против клуба «Карл Цейсс». Он дебютировал в Бундеслиге 12 марта 2011 года в матче 26-го тура против «Фрайбурга», отыграв матч вместо травмированного Зиппеля. Матч закончился победой команды «Кайзерслаутерна» со счётом 2:1. Трапп защищал ворота во всех оставшихся восьми матчах сезона 2010/2011.
В сезоне 2011/2012 Трапп стал основным вратарём «Кайзерслаутерна». С начала сезона он отыграл 23 матча подряд, пропустив в них 32 гола. Но из-за мышечной травмы Трапп вынужден был пропустить остаток сезона.

### «Айнтрахт»
После вылета «Кайзерслаутерна» из Бундеслиги по итогам сезона 2011/2012 Трапп отправился во Франкфурт-на-Майне, где 7 мая 2012 года подписывает контракт с местным клубом «Айнтрахтом» на четыре года. Он сразу же получил место в основном составе команды, вытеснив из него Оку Николова. Однако сезон для Траппа вновь был омрачён травмой, на этот раз он получил перелом руки. По итогам сезона «Айнтрахт» занял шестое место в турнирной таблице, что дало право клубу квалифицироваться в Лигу Европы УЕФА на следующий сезон.
В сезоне 2012/2013 Кевин отыграл без замен все 34 матча немецкой Бундеслиги. «Айтрахт» занял тринадцатое место в турнирной таблице, отойдя от зоны вылета всего на несколько очков. С Траппом «Айнтрахт» играл в Лиге Европы и проиграл всего один матч из десяти. Клуб дошёл до 1/16 финала Лиги Европы, уступив по сумме двух матчей «Порту» (5:5, правило количества голов, забитых на чужом поле). Также Трапп помог команде дойти до четвертьфинала Кубка Германии, где «Айнтрахт» проиграл в матче 0:1 «Боруссии Дортмунд».
Перед началом сезона 2014/2015 новый тренер клуба Томас Шааф сделал Трапп капитаном команды. 23 сентября 2014 года в матче пятого тура против «Майнц 05» Кевин получил разрыв тканей синдесмоза. Вернулся на поле он лишь 31 января 2015 года в матче против «Фрайбурга» и пропустил четыре гола, а «Айнтрахт» проиграл 1:4. 2 февраля 2015 года Трапп продлил свой контракт с клубом до июня 2019 года. 8 февраля он сыграл свой сотый матч в Бундеслиге.

### ПСЖ
8 июля 2015 года Трапп подписал пятилетний контракт с французским «Пари Сен-Жермен». Сумма трансфера, по некоторым данным, составила около 9 млн евро. Дебют вратаря в новом клубе пришёлся на матч Суперкубка Франции 1 августа, в котором «ПСЖ» одержал победу со счётом 2:0 над «Лионом». Трапп дебютировал в чемпионате Франции в матче первого тура 7 августа, в которым «Пари Сен-Жермен» переиграл «Лилль» (2:0). Сразу же вытеснив вратаря Сальваторе Сиригу из основного состава парижан, Кевин зарекомендовал себя как хорошо играющий ногами вратарь. В групповом этапе Лиги чемпионов УЕФА Трапп сыграл все шесть матчей, пропустив лишь единожды — от мадридского «Реала». Благодаря сэйвам Кевина Траппа «ПСЖ» вышел в 1/4 финала Лиги чемпионов, переиграв по сумме двух матчей «Челси» 4:2. 13 марта 2016 года, за восемь туров до конца чемпионата, столичный клуб оформил своё чемпионство.
31 августа 2018 года ПСЖ отдал Траппа в аренду франкфуртскому «Айнтрахту». Опция выкупа не прописана в соглашении между клубами.

## Статистика выступлений

### Клубная
| Выступление       | Выступление               | Выступление      | Лига | Лига | Кубки | Кубки | Еврокубки | Еврокубки | Прочие | Прочие | Итого | Итого |
| Клуб              | Лига                      | Сезон            | Игры | Голы | Игры  | Голы  | Игры      | Голы      | Игры   | Голы   | Игры  | Голы  |
| ----------------- | ------------------------- | ---------------- | ---- | ---- | ----- | ----- | --------- | --------- | ------ | ------ | ----- | ----- |
| Кайзерслаутерн II | Оберлига Юго-Запад        | 2007/08          | 11   | -6   | —     | —     | —         | —         | —      | —      | 11    | -6    |
| Кайзерслаутерн II | Региональная лига «Запад» | 2008/09          | 19   | -22  | —     | —     | —         | —         | —      | —      | 19    | -22   |
| Кайзерслаутерн II | Региональная лига «Запад» | 2009/10          | 15   | -20  | —     | —     | —         | —         | —      | —      | 15    | -20   |
| Кайзерслаутерн II | Региональная лига «Запад» | 2010/11          | 4    | -2   | —     | —     | —         | —         | —      | —      | 4     | -2    |
| Кайзерслаутерн II | Региональная лига «Запад» | 2011/12          | 1    | -0   | —     | —     | —         | —         | —      | —      | 1     | 0     |
| Кайзерслаутерн II | Итого                     | Итого            | 50   | -50  | 0     | -0    | 0         | -0        | 0      | -0     | 50    | -50   |
| Кайзерслаутерн    | Вторая Бундеслига         | 2008/09          | 0    | -0   | 1     | -2    | —         | —         | —      | —      | 1     | -2    |
| Кайзерслаутерн    | Вторая Бундеслига         | 2009/10          | 0    | -0   | 1     | -0    | —         | —         | —      | —      | 1     | 0     |
| Кайзерслаутерн    | Бундеслига                | 2010/11          | 9    | -9   | 0     | -0    | —         | —         | —      | —      | 9     | -9    |
| Кайзерслаутерн    | Бундеслига                | 2011/12          | 23   | -32  | 3     | -3    | —         | —         | —      | —      | 26    | -35   |
| Кайзерслаутерн    | Итого                     | Итого            | 32   | -41  | 5     | -5    | 0         | -0        | 0      | -0     | 37    | -46   |
| Айнтрахт          | Бундеслига                | 2012/13          | 26   | -37  | 1     | -0    | —         | —         | —      | —      | 27    | -37   |
| Айнтрахт          | Бундеслига                | 2013/14          | 34   | -56  | 3     | -3    | 9         | -10       | —      | —      | 46    | -69   |
| Айнтрахт          | Бундеслига                | 2014/15          | 22   | -35  | 1     | -0    | —         | —         | —      | —      | 23    | -35   |
| Айнтрахт          | Итого                     | Итого            | 82   | -128 | 5     | -3    | 9         | -10       | 0      | -0     | 96    | -141  |
| Пари Сен-Жермен   | Лига 1                    | 2015/16          | 35   | -19  | 0     | -0    | 10        | -6        | 1      | -0     | 46    | -25   |
| Пари Сен-Жермен   | Лига 1                    | 2016/17          | 24   | -13  | 4     | -3    | 2         | -6        | 1      | -1     | 31    | -23   |
| Пари Сен-Жермен   | Лига 1                    | 2017/18          | 4    | -4   | 10    | -9    | 0         | -0        | 0      | -0     | 14    | -13   |
| Пари Сен-Жермен   | Итого                     | Итого            | 63   | -36  | 14    | -12   | 12        | -12       | 2      | -1     | 91    | -61   |
| Айнтрахт          | Бундеслига                | → 2018/19        | 33   | -48  | 0     | -0    | 12        | -13       | —      | —      | 45    | -61   |
| Айнтрахт          | Бундеслига                | 2019/20          | 22   | -38  | 4     | -6    | 8         | -11       | —      | —      | 34    | -55   |
| Айнтрахт          | Бундеслига                | 2020/21          | 33   | -52  | 2     | -5    | —         | —         | —      | —      | 35    | -57   |
| Айнтрахт          | Бундеслига                | 2021/22          | 32   | -46  | 1     | -2    | 13        | -13       | —      | —      | 46    | -61   |
| Айнтрахт          | Бундеслига                | 2022/23          | 33   | -51  | 6     | -6    | 8         | -13       | 1      | -2     | 48    | -72   |
| Айнтрахт          | Бундеслига                | 2023/24          | 15   | -19  | 2     | -2    | 7         | -7        | —      | —      | 24    | -28   |
| Айнтрахт          | Итого                     | Итого            | 168  | -254 | 15    | -21   | 48        | -57       | 1      | -2     | 232   | -334  |
| Всего за карьеру  | Всего за карьеру          | Всего за карьеру | 395  | -509 | 39    | -41   | 69        | -79       | 3      | -3     | 506   | -632  |

1. ↑  Кубок Германии, Кубок Франции, Кубок французской лиги
2. ↑  Лига чемпионов УЕФА, Лига Европы УЕФА, Лига конференций УЕФА
3. ↑  Суперкубок Франции, Суперкубок УЕФА

### Матчи за сборную
| № | Дата            | Оппонент | Счёт | Пропущенные голы | Нарушения | Минуты | Соревнование      |
| - | --------------- | -------- | ---- | ---------------- | --------- | ------ | ----------------- |
| 1 | 6 июня 2017     | Дания    | 1:1  | 1                | —         | 90'    | Товарищеский матч |
| 2 | 14 ноября 2017  | Франция  | 2:2  | 2                | —         | 90'    | Товарищеский матч |
| 3 | 27 марта 2018   | Бразилия | 0:1  | 1                | —         | 90'    | Товарищеский матч |
| 4 | 3 сентября 2020 | Испания  | 1:1  | 1                | —         | 90'    | Лига наций УЕФА   |
| 5 | 11 ноября 2020  | Чехия    | 1:0  | —                | —         | 90'    | Товарищеский матч |
| 6 | 26 марта 2022   | Израиль  | 2:0  | —                | —         | 45'    | Товарищеский матч |
| 7 | 12 июня 2023    | Украина  | 3:3  | 3                | —         | 90'    | Товарищеский матч |
| 8 | 18 ноября 2023  | Турция   | 2:3  | 3                | —         | 90'    | Товарищеский матч |
| 9 | 21 ноября 2023  | Австрия  | 2:0  | 2                | —         | 90'    | Товарищеский матч |

Итого: сыграно матчей: 9 / пропущено голов: 12 (сухих матчей 2); победы: 2, ничьи: 4, поражения: 3.

## Достижения

### Командные
«Пари Сен-Жермен»
- Чемпион Франции (2): 2015/16, 2017/18
- Обладатель Кубка Франции (2): 2016/17, 2017/18
- Обладатель Кубка французской лиги (2): 2016/17, 2017/18
- Обладатель Суперкубка Франции (4): 2015, 2016, 2017, 2018

«Айнтрахт»
- Победитель Лиги Европы УЕФА: 2021/22

Германия
- Обладатель Кубка конфедераций: 2017

### Личные
- Член символической «команды группового этапа» Лиги чемпионов УЕФА: 2015/16[8]
- Член символической «команды сезона» Бундеслиги: 2018/19[9]
- Член символической «сборной сезона» Лиги Европы УЕФА (2): 2018/19[10], 2021/22[11]
- Лучший игрок финала Лиги Европы УЕФА: 2022[12]